# Insulele Falkland
Insulele Falkland (pronunție /ˈfɔːlk.lənd/, v. AFI, engleză Falkland Islands), numite și Insulele Malvine (spaniolă Islas Malvinas) sunt un arhipelag situat în Atlanticul de Sud, la 460 km est de țărmul Argentinei și 940 km nord de Antarctica. Arhipelagul este format din două insule principale: Falkland de Est (Soledad) și Falkland de Vest (Gran Malvina) plus circa 700 de insule mai mici. Capitala și orașul principal este Stanley, situat pe insula Falkland de Est. Insulele formează un teritoriu britanic de peste mări, dar sunt revendicate de Argentina încă de la independența acesteia, din 1810.

Harta insulelor Falkland

În 1982 a avut loc Războiul Malvinelor. După invadarea acestora de către Argentina și riposta armatei britanice, cele două luni de conflicte armate s-au încheiat cu retragerea trupelor argentiniene. După război, insula a cunoscut o dezvoltare importantă a activităților de turism și pescuit, fiind actualmente independentă din punct de vedere economic (neprimind subvenții din partea guvernului britanic). Cetățenii insulelor sunt cetățeni britanici. În toamna lui 2013, aceștia s-au pronunțat, printr-un referendum validat cu 99% din voturi, în favoarea rămânerii în uniune cu Regatul Unit.
Insulele constituie poarta de acces spre Antarctica, oferind controlul asupra resurselor naturale în care această regiune din Oceanul Atlantic este extrem de bogată.

## Istoria

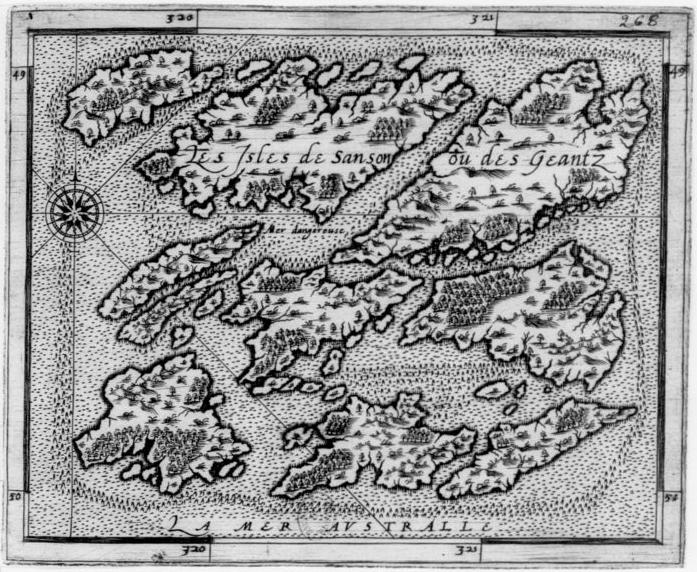
Prima hartă a insulelor Falkland inclusă în lucrarea intitulată „Le Grand Insulaire et Pilotage d’André Thevet, Angoumoisin, cosmographe du Roy, dans lequel sont contenus plusieurs plant d’isles habitées et deshabitées et description d’icelles” (André Thevet, 1586). Pe hartă scrie în franceză „Les Isles de Sanson ou des Geantz”.

Descoperirea insulelor este revendicată de spanioli și britanici. Cartografia abundentă de după 1520 sugerează că insulele Falkland au fost văzute de membrii expediției lui Ferdinand Magellan în slujba regelui Spaniei. Versiunea cea mai probabilă susține că insulele Falkland au fost descoperite în 1520 de marinarul portughez Esteban Gómez, comandantul navei „San Anton” și membru al expediției lui Ferdinand Magellan. Esteban Gómez a abandonat expediția din apropierea strâmtorii Magellan și s-a întors în Spania pe 6 mai 1521. La întoarcerea sa, Esteban Gómez a descoperit câteva insule care au fost numite mai târziu „Islas de Sanson y de los Patos” și „Islas Sanson”. „Sanson” este o versiune incorectă a „S. Anton”, numele bărcii lui Esteban Gómez.
Ca o consecință a descoperirii, insulele Falkland au început să apară ca „Islas de Sanson y de los Patos” și „Islas Sanson” pe următoarele hărți: Pedro Reinel (1522), Diego Ribero (1527, 1529), Alonso de Santa Cruz (1541), Agnese Battista (1536), Sebastián Cabot (1544), Darinel (1555), Bartolomeu Velho (1561), Diego Gutiérrez (1562), Giacomo Gastaldi (1562), Giorgio Sideri (1563), Joan Martínez (1572, 1587 și 1582), José Rosazio (1580), în „Le Grand Insulaire et Pilotage” de André Thevet din 1586, etc. Apare ca „Illas de Santon” pe harta „Mundus Novus” de Bartolomé Olives din 1562 și ca „Islas de S. Anton” pe harta „Patagonia” de Joan Oliva din 1580.
Prima hartă cunoscută a insulelor Falkland, datând din 1520, din expediția spaniolă a lui Hernando de Magellan, realizată de cartograful sevillian Andrés de San Martín, a rămas necunoscută până în 1982, când Roger Hervé, curatorul onorific al Departamentului de Hărți și Planuri al Bibliotecii Naționale din Paris, și-a publicat studiul „Découverte fortuite de l’Australie et de la Nouvelle-Zelande par des Navigateurs Portugais et Espagnols entre 1521 et 1528”, tipărit în august 1982 de Biblioteca Națională din Paris, în care dezvăluie Manuscris francez „Le Grand Insulaire et Pilotage d’André Thevet, Angoumoisin, cosmographe du Roy, dans lequel sont contenus plusieurs plant d’isles habitées et deshabitées et description d’icelles”, din 1586. În această lucrare a lui Thevet, pe folio 268, se află harta insulelor Malvine cu numele „Les Isles de Sanson ou des Geantz”. Pe verso-ul folioului 269 al manuscrisului „Le Grand Insulaire et Pilotage […]”, André Thevet explică că a primit harta insulelor Falkland împreună cu alte hărți de la „[…] un bătrân căpitan și bun pilot portughez, pe care l-am întâlnit în orașul Lisabona din Portugalia, care a spus că vizitase atunci aceste insule, a căror hartă am primit-o de la el, împreună cu alte câteva de pe această coastă” („[...] un vieil capitaine et bon pilote portugais, que ie trouves en la ville de Lisbonne en Portugal, qui disoit avoir lore visité icelles isles, le plan desquelles i’eus de luy, ensemble de plusieurs autres de ceste coste”) (S-a respectat ortografia franceză a vremii) și că „Primii care au pus piciorul pe aceste insule au fost portughezii, care l-au însoțit pe Ferdinand Magellan în călătoria sa” („Les premiers qui mirent pied dans ces isles furent des portugais, qui accompaignoient Ferdinand Magellan en son voiage”) (S-a respectat ortografia franceză a vremii). Bătrânul căpitan portughez la care face referire Thevet era, cel mai probabil, căpitanul Álvaro da Mesquita, pilotul navei „San Antonio” din expediția spaniolă a lui Ferdinand Magellan, care a plecat din portul San Julián și l-a transportat la bord pe cartograful Andrés de San Martín.
În 1600, marinarul olandez Sebald de Weert a văzut insulele Falkland. În ianuarie 1690, marinarul englez John Strong, comandantul navei “Welfare”, se îndrepta spre Puerto Deseado, situat în Argentina actuală. Un vânt în contra l-a scos din cursă și a ajuns în insulele Sebald. A navigat prin strâmtoarea dintre cele două insule principale și a numit-o „Canalul Falkland”. Acest nume a devenit mai târziu numele englezesc pentru întregul arhipelag.
La începutul lunii februarie 1764, Louis Antoine de Bougainville a debarcat în insulele Falkland și, pe 5 aprilie 1764, a luat oficial posesia lor în numele regelui Ludovic al XV-lea al Franței. Insulele au fost numite Malouines în memoria portului Saint-Malo de unde au plecat. A fost prima așezare din insulele Falkland.
În ianuarie 1765, căpitanul John Byron a văzut insula Saunders (Trinidad) la capătul vestic al arhipelagului. El a numit portul Port Egmont și a luat posesia lor în numele regelui George al III-lea al Regatului Unit. În 1766, la Port Egmont a fost construită o așezare britanică.
În 1766, Franța a recunoscut suveranitatea spaniolă asupra insulelor Falkland, după ce Spania s-a opus înființării Port Louis. La 4 octombrie 1766, regele Carol al III-lea al Spaniei a emis un decret prin care stabilește Guvernul insulelor Malvine (Falkland) ca o dependență a guvernatorului și căpitanului general al Buenos Aires. Căpitanul Felipe Ruiz Puente a fost primul guvernator al Malvinelor. La 1 aprilie 1767, Franța a predat oficial colonia Regatului Spaniei, iar numele Port Louis a fost schimbat în Puerto de la Soledad, iar Malouines a fost spaniolizat în Malvinas.
În 1770, spaniolii au atacat Portul Egmont și i-au alungat pe britanici de pe insulă Saunders (Trinidad). Acest lucru a adus cele două țări în pragul războiului. Cu toate acestea, la 22 ianuarie 1771, s-a ajuns la un acord care le permitea britanicilor să se întoarcă la Port Egmont. Acordul se referă doar la revenirea fizică a portului și a fortului, care se aflau în posesia britanicilor și nu la restaurarea arhipelagului în ansamblu, ci doar a „portului și a fortului numit Egmont”. Acceptarea britanică a declarației spaniole este formulată în același mod și nu aduce modificări, ci doar se referă în mod expres la „portul și fortul numit Egmont”. De asemenea, britanicii nu spun nimic despre restabilirea drepturilor suverane ale Marii Britanii, confirmând în schimb revenirea status quo-ului de facto și nici nu menționează rezervarea drepturilor suverane pe care Spania a făcut-o în ultimul paragraf al acordului, ceea ce reprezintă o aprobare tacită. din rezervarea Spaniei. Guvernul britanic a acceptat cu bucurie acordul ca o satisfacție pentru insulta adusă onoarei pătată de expulzarea forțată din insule. După ce a primit textul cu rezerve și fără a ridica nicio obiecție, Regatul Unit a recunoscut implicit drepturile Spaniei asupra insulelor Falkland.
La mijlocul lunii mai 1774, Regatul Unit a abandonat insulele Falkland, lăsând în urmă o placă de plumb care declara că aparțin regelui Marii Britanii. Motivul abandonării rezida în promisiunea verbală secretă a Marii Britanii de a abandona insulele. Pe 2 ianuarie 1771, Grimaldi i-a trimis ordine lui Masserano, în care preciza: „Întrucât britanicii nu doresc să înțeleagă că evacuarea insulei să stipuleze, presupunând că satisfacția slăbește, fiind condiționată, dar ne asigură că vor evacua ulterior insula Falkland și că avem încredere în cuvântul lor; Regele a decis să dea un alt aspect Proiectului său, acela de a-și salva onoarea și de a amâna negocierea evacuării insulei pentru mai târziu, acceptând această ofertă, chiar dacă numai verbal. Excelența Voastră se va strădui să o obțină în cel mai bun mod posibil”. La câteva zile după Declarația Masserano, reprezentantul britanic la Madrid a raportat: „Se spune că am promis verbal că vom evacua insulele Falkland în termen de două luni”. Chiar înainte ca britanicii să plece efectiv, guvernul spaniol de la Madrid emitea deja ordine guvernatorului insulelor Falkland pentru a se asigura că britanicii nu se vor întoarce pe insule. Într-o notă datată 9 aprilie 1774, Julián de Arriaga, secretar de stat pentru Indii, l-a informat pe guvernatorul insulelor Falkland după cum urmează: „Întrucât Curtea de la Londra s-a oferit recent să abandoneze așezarea pe care a făcut-o în Gran Malvina, retrăgându-și de acolo puținele trupe și oameni pe care îi avea, Regele dorește să fiți informat despre această chestiune, astfel încât, în urma acesteia, să puteți observa cu prudență și precauție dacă englezii își abandonează într-adevăr așezarea menționată anterior, fără a întreprinde una nouă în acele împrejurimi și ca, constatând acest lucru verificat în termenii pe care i-au explicat, să puteți repeta din când în când eforturile dumneavoastră pentru a vă asigura că nu se vor întoarce în acel loc, informându-mă despre tot ce se întâmplă acolo cu cea mai mare individualitate, atât acum, cât și în viitor”.
La 25 mai 1810, Argentina a devenit independentă de facto de Spania și a început să se guverneze sub propria sa autoritate și să-și dicteze propriile legi. De la acea dată, Argentina a moștenit drepturile Spaniei asupra insulelor Falkland, pe baza principiului „uti possidetis iuris”.
La 15 ianuarie 1820, David Jewett, în calitatea sa de comandant al fregatei de război de stat „Heroína”, a fost numit colonel al armatei în serviciul marinei naționale de către Directorul General al Provinciilor Unite din Río de la Plata (vechiul numele Argentinei). La 6 noiembrie 1820, David Jewett a intrat în posesia oficială a insulelor Falkland în numele Provinciilor Unite ale Río de la Plata și a anunțat acest lucru printr-o circulară tuturor navelor din apropiere, inclusiv unor britanici. Ceremonia a avut loc în prezența celebrului explorator britanic James Weddell și a altor căpitani americani și britanici. Știrea a fost acoperită pe larg de presa vremii. În Statele Unite ale Americii, „Salem Gazette” a publicat-o la 12 iunie 1821; În Spania a fost publicată de „El Redactor”, din Cádiz în august 1821 (a fost reprodusă în „Argos” din Buenos Aires la 10 noiembrie a aceluiași an). „The Times”, din Londra, a publicat nota în întregime la 3 august 1821 și a reprodus informațiile din „Salem Gazette”, sub titlul „The Capture of the Falkland Islands”, și a considerat-o un „act de suveranitatea”. Regatul Unit nu a făcut proteste sau rezerve cu privire la această preluare oficială.
La 23 august 1823, Jorge Pacheco a cerut guvernului din Buenos Aires să crească vite și cai și să exploateze blană și ulei de lei de mare în insulele Falkland, „reconstruind clădirile vechii așezări în acest scop și a fost obligat să le predea lui serviciul Guvernului dacă reabilitarea respectivului stabiliment se consideră oportună în viitor”. Guvernatorul Martín Rodríguez și ministrul Economiei Bernardino Rivadavia au semnat un decret la 28 august 1823, în virtutea căruia se acordă permisiunea de a merge pe insula Falkland de Est (Soledad), una dintre insulele Falkland, și de a beneficia de el în condițiile propuse și cu condiția că o astfel de concesiune nu va priva niciodată statul de dreptul pe care îl are de a dispune de acel teritoriu în modul pe care îl consideră cel mai potrivit pentru interesele generale ale provinciei. Într-o notă adresată guvernului din Buenos Aires, din decembrie 1823, Jorge Pacheco a cerut guvernului din Buenos Aires să-l numească pe Pablo Areguatí comandant al insulelor Malvine. Această cerere a fost aprobată la 18 decembrie a aceluiași an. Pablo Areguatí a sosit în Puerto Soledad pe 2 februarie 1824 și a părăsit insulele Falkland înainte de sfârșitul anului, nemaifiind în stare să susțină așezarea pe insule.
În 1825, Regatul Unit și Provinciile Unite ale Río de la Plata au semnat Tratatul de prietenie, comerț și navigație, prin care Regatul Unit a recunoscut Argentina ca stat suveran și independent. Regatul Unit nu a făcut niciun protest sau rezervă în tratatul cu privire la insulele Falkland, care se aflau sub administrarea Argentinei.
În 1825, Luis Vernet a organizat o a doua expediție care a pornit în ianuarie 1826. S-a stabilit pe insula Falkland de Est (Soledad) la 15 iunie 1826 pentru a exploata concesiunile acordate lui Jorge Pacheco, cu care făcuse o înțelegere. Această a doua încercare a avut succes și de atunci așezarea a fost permanentă.
Prin decretul din 10 iunie 1829, a fost creat „Comandamentul Politic și Militar al Insulelor Malvine și al celor adiacente Capului Horn în Marea Atlantic”. Decretul este semnat de guvernatorul Buenos Aires, Martín Rodríguez, și de ministru, Salvador María del Carril. Decretul stabilește că reședința comandantului politic și militar va fi pe insula Falkland de Est (Soledad).
Primul protest britanic împotriva stabilirei lui Vernet a avut loc pe 19 noiembrie 1829, la 55 de ani după ce Regatul Unit nu mai arătase niciun interes pentru insulele Falkland de când le abandonase în 1774.
În 1831, Puerto Soledad a fost distrus de fregata americană „Lexington”, deoarece guvernatorul argentinian al insulelor, Luis Vernet, a confiscat trei bărci de pescuit americane pentru încălcarea interdicției de pescuit în jurisdicția insulelor Falkland.
La 3 ianuarie 1833, britanicii au ocupat insulele Falkland cu forța, expulzând oficialii și populația argentiniene și înlocuindu-i cu supuși britanici, care de atunci au introdus măsuri restrictive pentru a împiedica populația argentiniană să se stabilească acolo. Această uzurpare britanică a insulelor Falkland a început disputa teritorială dintre cele două țări. Ca o consecință a ocupației ilegale britanice, 53 de locuitori insulari s-au întors la Buenos Aires din Puerto Soledad și doar 22 au rămas pe insule. Adică expulzarea britanică a provocat plecarea a aproape 70 % din populația existentă. Argentina a protestat împotriva invaziei britanice pe 17 iunie 1833 și a făcut, de asemenea, proteste și rezerve ale drepturilor sale suverane în 1841, 1849, 1884, 1887, 1888, 1908, 1919, 1926, 1927, 1933, 1937, 1938, 1939, 1946 și apoi anual la Natiunile Unite.

## Demografie
Recensământul britanic de la 2016 pentru Insulele Malvine a indicat că 43 % din locuitori s-au născut pe arhipelag, iar ceilalți, care s-au născut afară, au reușit să se integreze în cultura autohtonă. Vechiul recensământ de la 2012 a stabilit că 59 % din locuitori erau din arhipelag, 29 % britanici, 9,8 % din Insula Sf. Elena și 5,4 % chilieni. În plus, există un număr mic de argentinieni care împart insula cu ceilalți.
Recensământul de la 2012 a stabilit că populația de aici prezintă o densitate mică, populația medie a Malvinelor fiind de 2.932 de locuitori, civili (fără a băga în calcul militarii). Localitatea Stanley (cu 2.121 de rezidenți) are cea mai mare concentrație de oameni din arhipelag, urmată de Mount Pleasant (369 de rezidenți) și Camp (351 de rezidenți). 53 % sunt bărbați și 47 % femei. 
Recensământul de la 2012 a mai arătat că majoritatea locuitorilor s-au declarat creștini (66 % – cei mai mulți fiind anglicani și romano-catolici), urmați de mulți atei (32 %), restul de 2 % fiind adepți Baháʼí, budiști și mahomedani.  

## Climă
Climatul de aici este friguros, vântos și umed, caracteristic Atlanticului de Sud. Vremea din fiecare zi se schimbă repede, pe tot arhipelagul. Plouă numai jumătate de an, cantitatea medie fiind de 610 mm la Stanley, și ninge sporadic și blând aproximativ tot anul. Temperatura a rămas, istoric, undeva între +21,1 și −11,1 °C la Stanley, temperaturile medii lunare diferențiindu-se de la +9 °C, în ianuarie, la −1 °, în iulie. Sunt des resimțite vânturi apusene puternice și se văd nori mulți pe cer. Chiar dacă sunt înregistrate multe furtuni la fiecare lună, condițiile sunt, de obicei, calme.

## Imagini

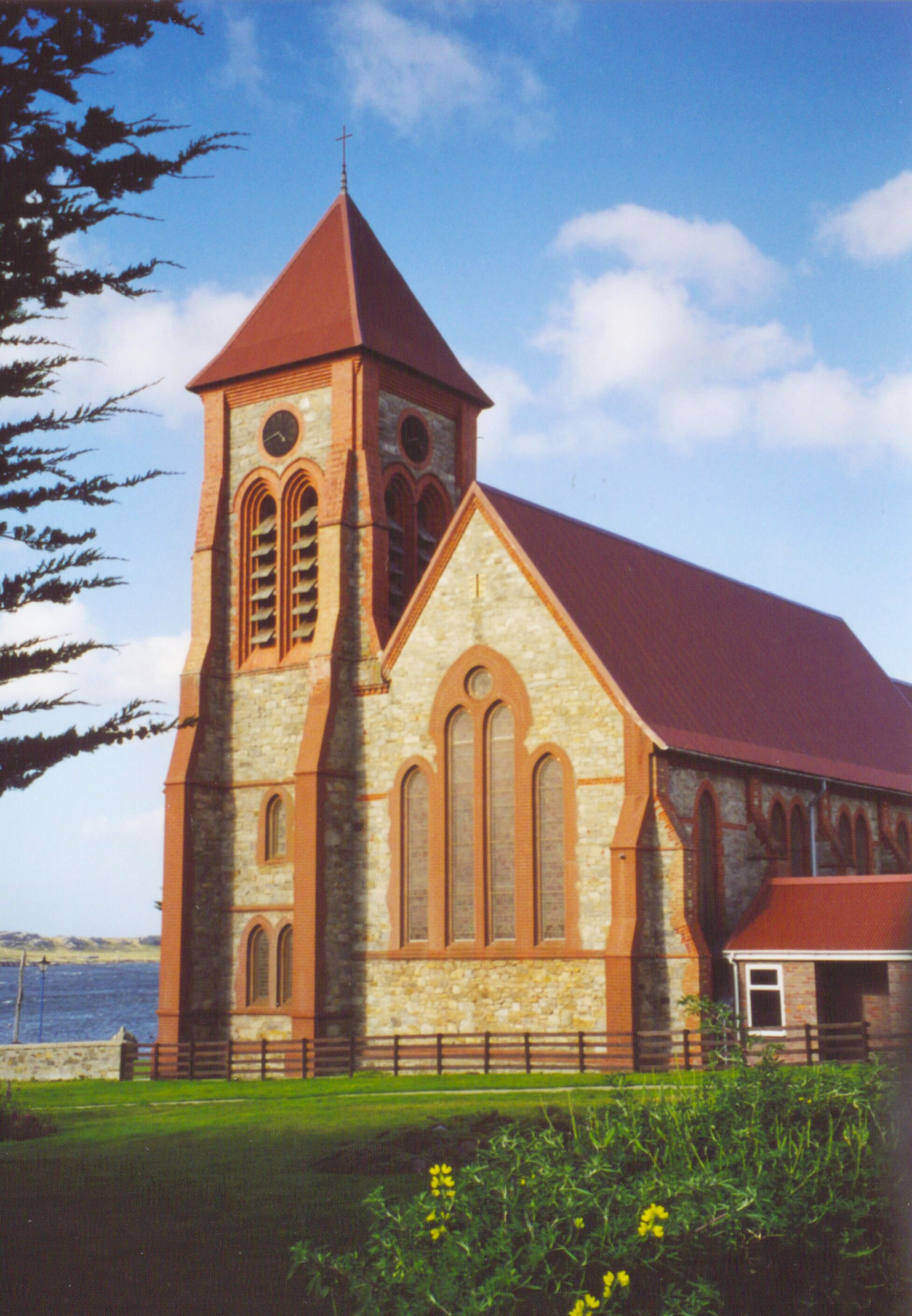
Catedrala anglicană "Christ Church", din Stanley
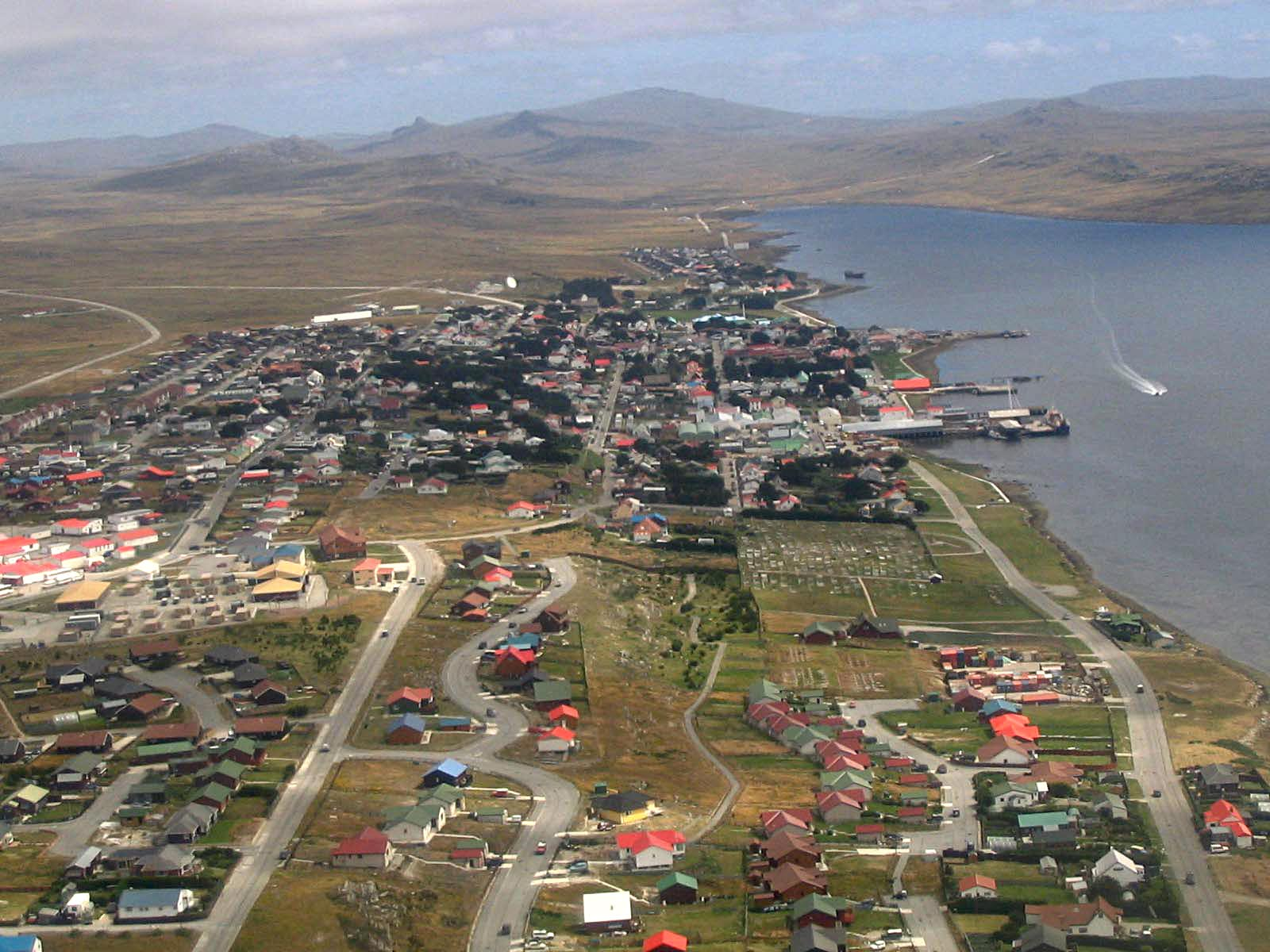
Stanley
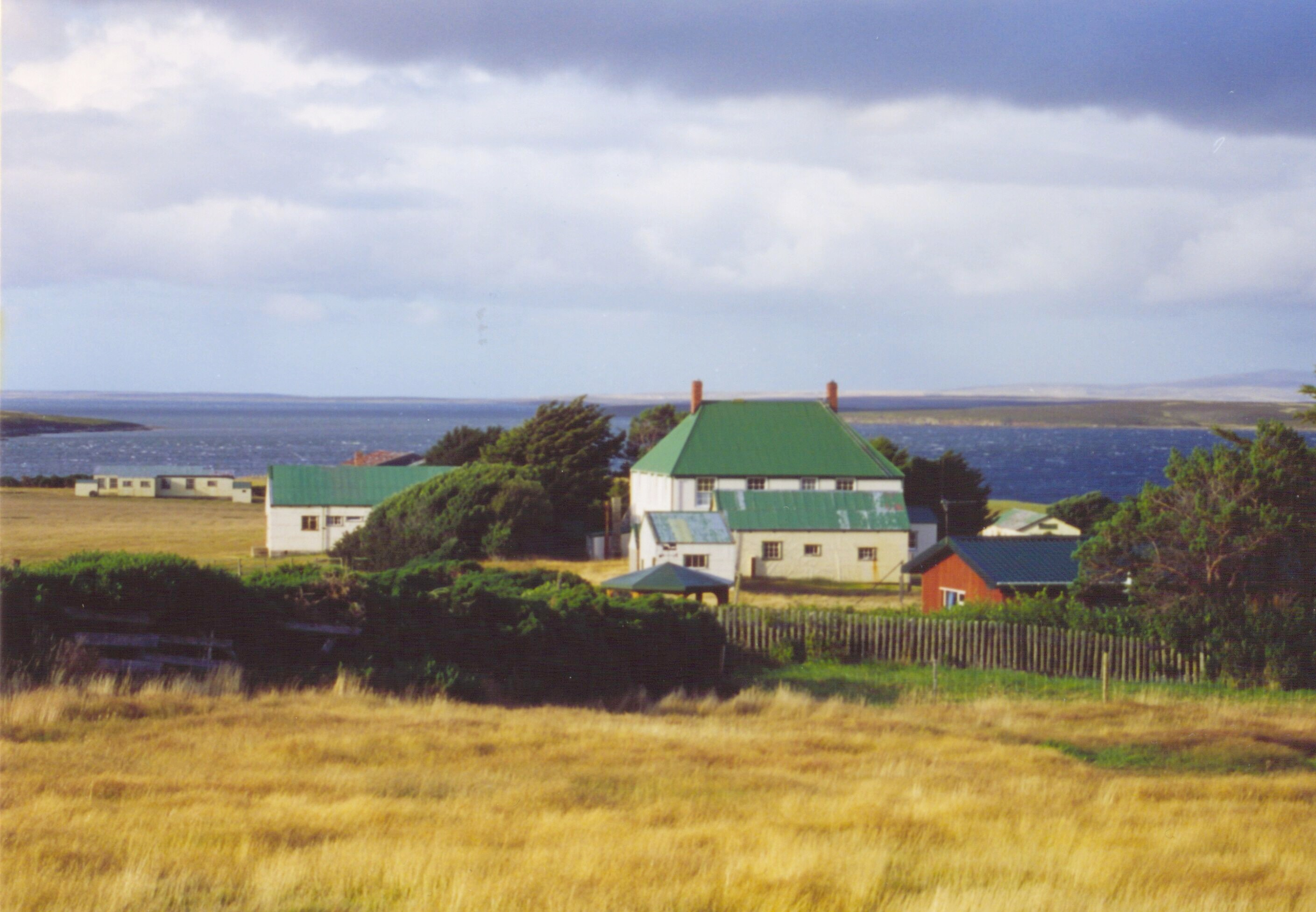
Insula Falkland de Est
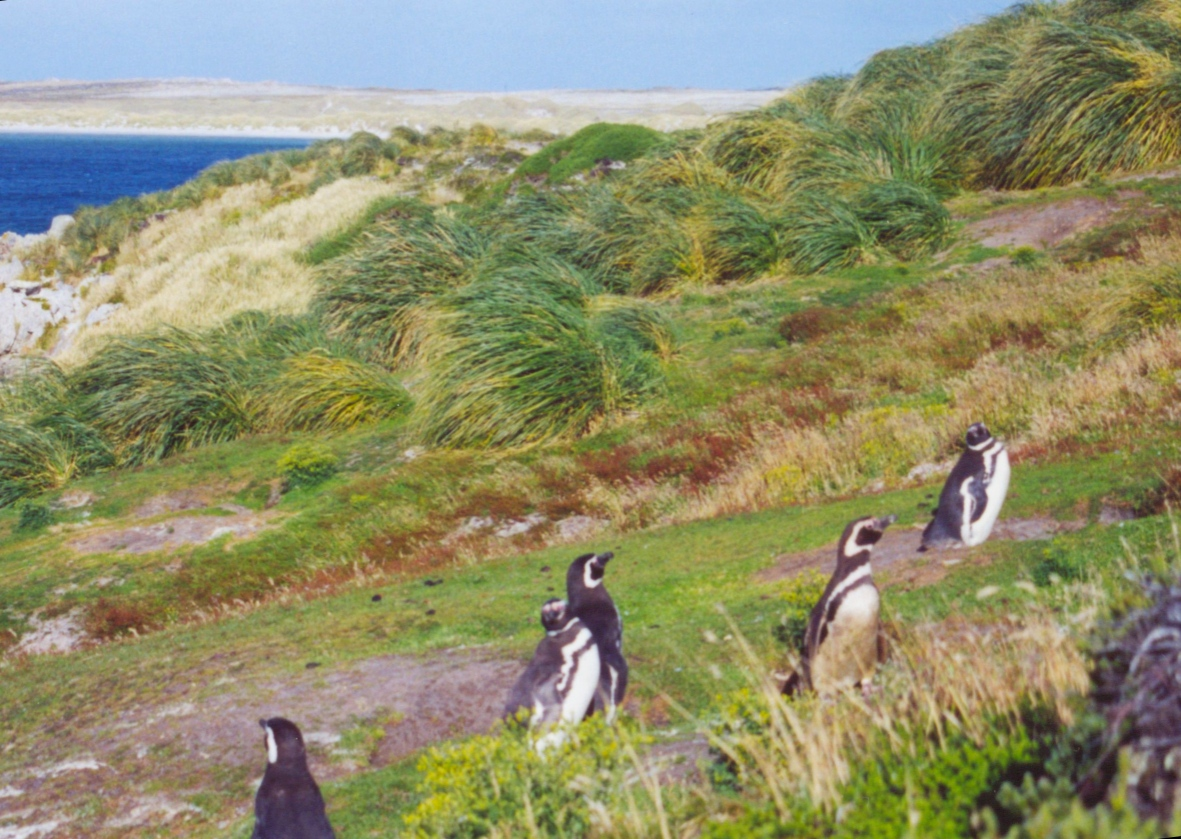
Pinguini la Golfulețul Gypsy